# Amstel Gold Race 2019
L'Amstel Gold Race 2019 és la 54a edició de l'Amstel Gold Race, que es va disputar el 21 d'abril de 2019, sobre un recorregut de 265,7 km, entre Maastricht i Berg en Terblijt. Aquesta fou la setzena prova de l'UCI World Tour 2019 i primera del tríptic de les Ardenes, abans de la Fletxa Valona i la Lieja-Bastogne-Lieja.
El vencedor final fou el jove Mathieu van der Poel (Corendon-Circus), que es va imposar en un sorprenent esprint a Simon Clarke (EF Education First) i Jakob Fuglsang (Team Astana). Van der Poel va ser el primer en trencar les hostilitats a manca de 43 km, però la seva aventura va ser ràpidament neutralitzada i contraatacada per Jakob Fuglsang (Team Astana) i Julian Alaphilippe (Deceuninck-Quick Step) a manca de 37 quilòmetres. Aquest duet arribà a tenir fins a un minut de diferència sobre el grup principal, mentre a mig camí, a uns vint segons es van mantenir durant molts quilòmetres Michał Kwiatkowski (Team Sky) i Matteo Trentin (Mitchelton-Scott). En el darrer quilòmetre tot va canviar, mentre Kwiatkowski arribava al duet capdavanter, el grup principal s'acostava pel darrere a marxes forçades liderat per Mathieu van der Poel. En l'esprint van der Poel va passar per davant d'un sorprès Alaphilippe i s'emportà la seva victòria més important des que és professional.

## Equips participants
En ser l'Amstel Gold Race una prova de l'UCI World Tour, els 18 World Tour són automàticament convidats i obligats a prendre-hi part. A banda, set equips són convidats a prendre-hi part per formar un pilot de 25 equips i 175 corredors.
| WorldTeams (18)- Dimension Data - Mitchelton-Scott - Bahrain-Merida - AG2R La Mondiale - Astana - Bora-hansgrohe - CCC Team - Deceuninck-Quick Step - EF Education First - Groupama-FDJ - Lotto Soudal - Movistar Team - Team Jumbo-Visma - Katusha-Alpecin - Sky - Team Sunweb - Trek-Segafredo - UAE Team Emirates Equips continentals professionals (7)- Corendon-Circus - Roompot-Charles - Bardiani CSF - Israel Cycling Academy - Sport Vlaanderen-Baloise - Vital Concept-B&B Hotels - Wanty-Groupe Gobert |
| |

## Recorregut
El recorregut d'aquesta edició és similar al de l'edició anterior, amb 35 cotes i novament la darrera cota no és la tradicional cota del Cauberg sinó la de Bemelerberg a 7,3 kilòmetres de meta, i finalitzant la cursa a Berg en Terblijt. Això fa que es passi fins a quatre vegades per la línia d'arribada, amb el primer pas pel Cauberg al kilòmetre 52,5. S'hi torna a passar a manca de 85 kilòmetres pel final per iniciar les cotes més dures, com el Loorberg, Eyserbosweg i, sobretot, el Keutenberg amb rampes properes al 20%.
| Núm. | Nom            | Llargada (m) | Pendent mitjana | Km a meta |
| ---- | -------------- | ------------ | --------------- | --------- |
| 1    | Slingerberg    | 1200         | 5,4 %           | 255,7     |
| 2    | Adsteeg        | 620          | 4,7 %           | 250,9     |
| 3    | Lange Raarberg | 1000         | 4,3 %           | 242,7     |
| 4    | Bergseweg      | 2200         | 3,4 %           | 226,8     |
| 5    | Sibbergrubbe   | 2000         | 4,1 %           | 215,3     |
| 6    | Cauberg        | 1500         | 7 %             | 210,7     |
| 7    | Geulhemmerberg | 1000         | 5,8 %           | 206,3     |
| 8    | Heiweg         | 1300         | 7 %             | 186,8     |
| 9    | Kalleberg      | 1500         | 5,1 %           | 182,8     |
| 10   | Wolfsberg      | 500          | 5,8 %           | 175,4     |
| 11   | Loorberg       | 1600         | 5,1 %           | 172,4     |
| 12   | Schweiberg     | 3000         | 3,7 %           | 160,3     |
| 13   | Camerig        | 3600         | 7 %             | 154,6     |
| 14   | Vaalserberg    | 2600         | 4,2 %           | 141,7     |
| 15   | Gemmenicherweg | 2000         | 5,4 %           | 137       |
| 16   | Vijlenerbos    | 1800         | 5,1 %           | 132,8     |
| 17   | Eperheide      | 2300         | 4,5 %           | 124,7     |
| 18   | Gulperberg     | 1100         | 5,2 %           | 115,9     |
| 19   | Plettenberg    | 1200         | 3,7 %           | 111,9     |
| 20   | Eyserweg       | 2100         | 4,4 %           | 109,7     |
| 21   | Huls           | 900          | 8,3 %           | 105,4     |
| 22   | Vrakelberg     | 600          | 7,7 %           | 101,8     |
| 23   | Sibbergrubbe   | 2000         | 4,1 %           | 93        |
| 24   | Cauberg        | 1500         | 7 %             | 87,7      |
| 25   | Geulhemmerberg | 1000         | 5,8 %           | 83,2      |
| 26   | Bemelerberg    | 1200         | 4 %             | 70,1      |
| 27   | Loorberg       | 1600         | 5,1 %           | 54,8      |
| 28   | Gulperberg     | 600          | 9,8 %           | 44,9      |
| 29   | Kruisberg      | 800          | 8,4 %           | 39,5      |
| 30   | Eyserbosweg    | 1100         | 7,9 %           | 37,5      |
| 31   | Fromberg       | 1200         | 4,8 %           | 33,7      |
| 32   | Keutenberg     | 1700         | 6,1 %           | 29,1      |
| 33   | Cauberg        | 1500         | 7 %             | 18,7      |
| 34   | Geulhemmerberg | 1000         | 5,8 %           | 14,3      |
| 35   | Bemelerberg    | 1200         | 4 %             | 7,3       |

## Classificació final
| \| Classificació general \| Classificació general \| Classificació general \| Classificació general \| Classificació general \| \| Corredor \| Corredor \| Equip \| Temps \| \| \| --------------------- \| --------------------- \| --------------------- \| --------------------- \| --------------------- \| \| 1r \| Mathieu van der Poel \| Corendon-Circus \| 6h 28' 18" \| \| \| 2n \| Simon Clarke \| EF Education First \| + 0" \| \| \| 3r \| Jakob Fuglsang \| Astana \| + 0" \| \| \| 4t \| Julian Alaphilippe \| Deceuninck-Quick Step \| + 0" \| \| \| 5è \| Maximilian Schachmann \| Bora-Hansgrohe \| + 0" \| \| \| 6è \| Bjorg Lambrecht \| Lotto-Soudal \| + 0" \| \| \| 7è \| Alessandro De Marchi \| CCC Team \| + 0" \| \| \| 8è \| Valentin Madouas \| Groupama-FDJ \| + 0" \| \| \| 9è \| Romain Bardet \| AG2R La Mondiale \| + 0" \| \| \| 10è \| Matteo Trentin \| Mitchelton-Scott \| + 0" \| \| |                       |                       |            |
| |                       |                       |            |
| Font: ProCyclingStats |                       |                       |            |
| Classificació general |                       |                       |            |
| Corredor | Corredor              | Equip                 | Temps      |
| 1r | Mathieu van der Poel  | Corendon-Circus       | 6h 28' 18" |
| 2n | Simon Clarke          | EF Education First    | + 0"       |
| 3r | Jakob Fuglsang        | Astana                | + 0"       |
| 4t | Julian Alaphilippe    | Deceuninck-Quick Step | + 0"       |
| 5è | Maximilian Schachmann | Bora-Hansgrohe        | + 0"       |
| 6è | Bjorg Lambrecht       | Lotto-Soudal          | + 0"       |
| 7è | Alessandro De Marchi  | CCC Team              | + 0"       |
| 8è | Valentin Madouas      | Groupama-FDJ          | + 0"       |
| 9è | Romain Bardet         | AG2R La Mondiale      | + 0"       |
| 10è | Matteo Trentin        | Mitchelton-Scott      | + 0"       |

## Llista de participants
| Dimension Data TDD | Dimension Data TDD             | Dimension Data TDD |
| ------------------ | ------------------------------ | ------------------ |
| Núm                | Ciclista                       | Pos                |
| 1                  | Michael Valgren Andersen (DEN) | 53è                |
| 2                  | Bernhard Eisel (AUT)           | DNF                |
| 3                  | Enrico Gasparotto (ITA)        | 42è                |
| 4                  | Lars Ytting Bak (DEN)          | DNF                |
| 5                  | Roman Kreuziger (CZE)          | 18è                |
| 6                  | Tom-Jelte Slagter (NED)        | 85è                |
| 7                  | Julien Vermote (BEL)           | 97è                |

| Mitchelton-Scott MTS | Mitchelton-Scott MTS          | Mitchelton-Scott MTS |
| -------------------- | ----------------------------- | -------------------- |
| Núm                  | Ciclista                      | Pos                  |
| 11                   | Matteo Trentin (ITA) (ruta)   | 10è                  |
| 12                   | Michael Albasini (SUI)        | 60è                  |
| 13                   | Michael Hepburn (AUS)         | DNF                  |
| 14                   | Daryl Impey (RSA) (ruta)      | 15è                  |
| 15                   | Christopher Juul-Jensen (DEN) | 89è                  |
| 16                   | Nick Schultz (AUS)            | 107è                 |
| 17                   | Dion Smith (NZL)              | 19è                  |

| Bahrain-Merida TBM | Bahrain-Merida TBM         | Bahrain-Merida TBM |
| ------------------ | -------------------------- | ------------------ |
| Núm                | Ciclista                   | Pos                |
| 21                 | Dylan Teuns (BEL)          | 64è                |
| 22                 | Sonny Colbrelli (ITA)      | 72è                |
| 23                 | Iván García Cortina (ESP)  | DNF                |
| 24                 | Matej Mohorič (SLO) (ruta) | 46è                |
| 25                 | Damiano Caruso (ITA)       | 70è                |
| 26                 | Grega Bole (SLO)           | 38è                |
| 27                 | Jan Tratnik (SLO)          | DNF                |

| AG2R La Mondiale ALM | AG2R La Mondiale ALM    | AG2R La Mondiale ALM |
| -------------------- | ----------------------- | -------------------- |
| Núm                  | Ciclista                | Pos                  |
| 31                   | Oliver Naesen (BEL)     | 28è                  |
| 32                   | Mikaël Cherel (FRA)     | 51è                  |
| 33                   | Benoît Cosnefroy (FRA)  | 44è                  |
| 34                   | Clément Chevrier (FRA)  | 95è                  |
| 35                   | Romain Bardet (FRA)     | 9è                   |
| 36                   | Clément Venturini (FRA) | 40è                  |
| 37                   | Lawrence Warbasse (USA) | 47è                  |

| Astana AST | Astana AST                           | Astana AST |
| ---------- | ------------------------------------ | ---------- |
| Núm        | Ciclista                             | Pos        |
| 41         | Aleksei Lutsenko (KAZ) (ruta)        | 69è        |
| 42         | Omar Fraile Matarranz (ESP)          | DNF        |
| 43         | Jakob Fuglsang (DEN)                 | 3r         |
| 44         | Gorka Izagirre Insausti (ESP) (ruta) | 63è        |
| 45         | Davide Villella (ITA)                | DNF        |
| 46         | Laurens De Vreese (BEL)              | DNF        |
| 47         | Luis León Sánchez Gil (ESP)          | 65è        |

| Bora-Hansgrohe BOH | Bora-Hansgrohe BOH          | Bora-Hansgrohe BOH |
| ------------------ | --------------------------- | ------------------ |
| Núm                | Ciclista                    | Pos                |
| 51                 | Peter Sagan (SVK) (ruta)    | DNF                |
| 52                 | Cesare Benedetti (ITA)      | 84è                |
| 53                 | Marcus Burghardt (GER)      | 57è                |
| 54                 | Patrick Konrad (AUT)        | 26è                |
| 55                 | Jay McCarthy (AUS)          | 17è                |
| 56                 | Daniel Oss (ITA)            | DNF                |
| 57                 | Maximilian Schachmann (GER) | 5è                 |

| CCC Team CPT | CCC Team CPT               | CCC Team CPT |
| ------------ | -------------------------- | ------------ |
| Núm          | Ciclista                   | Pos          |
| 61           | Greg Van Avermaet (BEL)    | 14è          |
| 62           | Alessandro De Marchi (ITA) | 7è           |
| 63           | Patrick Bevin (NZL)        | DNF          |
| 64           | Jonas Koch (GER)           | DNF          |
| 65           | Serge Pauwels (BEL)        | 55è          |
| 66           | Łukasz Wiśniowski (POL)    | DNF          |
| 67           | Michael Schär (SUI)        | 90è          |

| Deceuninck-Quick Step DQT | Deceuninck-Quick Step DQT   | Deceuninck-Quick Step DQT |
| ------------------------- | --------------------------- | ------------------------- |
| Núm                       | Ciclista                    | Pos                       |
| 71                        | Philippe Gilbert (BEL)      | 30è                       |
| 72                        | Rémi Cavagna (FRA)          | DNF                       |
| 73                        | Dries Devenyns (BEL)        | 34è                       |
| 74                        | Julian Alaphilippe (FRA)    | 4t                        |
| 75                        | Mikkel Frølich Honoré (DEN) | 92è                       |
| 76                        | Pieter Serry (BEL)          | DNF                       |
| 77                        | Petr Vakoč (CZE)            | DNF                       |

| EF Education First EF1 | EF Education First EF1 | EF Education First EF1 |
| ---------------------- | ---------------------- | ---------------------- |
| Núm                    | Ciclista               | Pos                    |
| 81                     | Michael Woods (CAN)    | 68è                    |
| 82                     | Alberto Bettiol (ITA)  | 71è                    |
| 83                     | Simon Clarke (AUS)     | 2n                     |
| 84                     | Lawson Craddock (USA)  | 62è                    |
| 85                     | Alex Howes (USA)       | 74è                    |
| 86                     | Logan Owen (USA)       | 73è                    |
| 87                     | Sean Bennett (USA)     | DNF                    |

| Groupama-FDJ GFC | Groupama-FDJ GFC        | Groupama-FDJ GFC |
| ---------------- | ----------------------- | ---------------- |
| Núm              | Ciclista                | Pos              |
| 91               | Tobias Ludvigsson (SWE) | DNF              |
| 92               | Valentin Madouas (FRA)  | 8è               |
| 93               | Rudy Molard (FRA)       | 32è              |
| 94               | Romain Seigle (FRA)     | 93è              |
| 95               | Benoît Vaugrenard (FRA) | DNF              |
| 96               | Léo Vincent (FRA)       | DNF              |
| 97               | William Bonnet (FRA)    | DNF              |

| Lotto-Soudal LTS | Lotto-Soudal LTS         | Lotto-Soudal LTS |
| ---------------- | ------------------------ | ---------------- |
| Núm              | Ciclista                 | Pos              |
| 101              | Tim Wellens (BEL)        | DNF              |
| 102              | Bjorg Lambrecht (BEL)    | 6è               |
| 103              | Tomasz Marczyński (POL)  | 59è              |
| 104              | Maxime Monfort (BEL)     | 61è              |
| 105              | Tosh Van der Sande (BEL) | DNF              |
| 106              | Jelle Vanendert (BEL)    | 33è              |
| 107              | Sander Armée (BEL)       | DNF              |

| Movistar Team MOV | Movistar Team MOV                        | Movistar Team MOV |
| ----------------- | ---------------------------------------- | ----------------- |
| Núm               | Ciclista                                 | Pos               |
| 111               | Alejandro Valverde Belmonte (ESP) (ruta) | 66è               |
| 112               | Carlos Betancur Gómez (COL)              | DNF               |
| 113               | Imanol Erviti Ollo (ESP)                 | DNF               |
| 114               | Jaime Castrillo (ESP)                    | DNF               |
| 115               | Andrey Amador Bikkazakova (CRC)          | 83è               |
| 116               | Carlos Barbero Cuesta (ESP)              | 80è               |
| 117               | Carlos Verona Quintanilla (ESP)          | 109è              |

| Team Jumbo-Visma TJV | Team Jumbo-Visma TJV    | Team Jumbo-Visma TJV |
| -------------------- | ----------------------- | -------------------- |
| Núm                  | Ciclista                | Pos                  |
| 121                  | Wout van Aert (BEL)     | 58è                  |
| 122                  | Floris De Tier (BEL)    | 77è                  |
| 123                  | Robert Gesink (NED)     | 21è                  |
| 124                  | Bert-Jan Lindeman (NED) | 87è                  |
| 125                  | Paul Martens (GER)      | 48è                  |
| 126                  | Koen Bouwman (NED)      | 104è                 |
| 127                  | Jos van Emden (NED)     | DNF                  |

| Katusha-Alpecin TKA | Katusha-Alpecin TKA    | Katusha-Alpecin TKA |
| ------------------- | ---------------------- | ------------------- |
| Núm                 | Ciclista               | Pos                 |
| 131                 | Nathan Haas (AUS)      | 37è                 |
| 132                 | Jenthe Biermans (BEL)  | DNF                 |
| 133                 | Ruben Guerreiro (POR)  | DNF                 |
| 134                 | Enrico Battaglin (ITA) | 25è                 |
| 135                 | Rick Zabel (GER)       | 105è                |
| 136                 | Willie Smit (RSA)      | DNF                 |
| 137                 | Dmitri Strakhov (RUS)  | DNF                 |

| Team Sky SKY | Team Sky SKY                     | Team Sky SKY |
| ------------ | -------------------------------- | ------------ |
| Núm          | Ciclista                         | Pos          |
| 141          | Michał Kwiatkowski (POL) (ruta)  | 11è          |
| 142          | Edward Dunbar (IRL)              | 102è         |
| 143          | Michał Gołaś (POL)               | 82è          |
| 144          | David de la Cruz Melgarejo (ESP) | DNF          |
| 145          | Wout Poels (NED)                 | 108è         |
| 146          | Diego Rosa (ITA)                 | 67è          |
| 147          | Dylan van Baarle (NED)           | 31è          |

| Team Sunweb SUN | Team Sunweb SUN            | Team Sunweb SUN |
| --------------- | -------------------------- | --------------- |
| Núm             | Ciclista                   | Pos             |
| 151             | Michael Matthews (AUS)     | 16è             |
| 152             | Johannes Fröhlinger (GER)  | DNF             |
| 153             | Marc Hirschi (SUI)         | 54è             |
| 154             | Lennard Kämna (GER)        | 110è            |
| 155             | Søren Kragh Andersen (DEN) | DNF             |
| 156             | Louis Vervaeke (BEL)       | DNF             |
| 157             | Nicolas Roche (IRL)        | DNF             |

| Trek-Segafredo TFS | Trek-Segafredo TFS   | Trek-Segafredo TFS |
| ------------------ | -------------------- | ------------------ |
| Núm                | Ciclista             | Pos                |
| 161                | Bauke Mollema (NED)  | 12è                |
| 162                | Koen de Kort (NED)   | DNF                |
| 163                | Fabio Felline (ITA)  | DNF                |
| 164                | Michael Gogl (AUT)   | 81è                |
| 165                | Edward Theuns (BEL)  | 106è               |
| 166                | Toms Skujiņš (LAT)   | 23è                |
| 167                | Julien Bernard (FRA) | 91è                |

| UAE Team Emirates UAD | UAE Team Emirates UAD            | UAE Team Emirates UAD |
| --------------------- | -------------------------------- | --------------------- |
| Núm                   | Ciclista                         | Pos                   |
| 171                   | Rui Alberto Faria da Costa (POR) | 13è                   |
| 172                   | Sergio Henao Montoya (COL)       | 29è                   |
| 173                   | Manuele Mori (ITA)               | DNF                   |
| 174                   | Tadej Pogačar (SLO)              | DNF                   |
| 175                   | Simone Petilli (ITA)             | 79è                   |
| 176                   | Edward Ravasi (ITA)              | DNF                   |
| 177                   | Diego Ulissi (ITA)               | 22è                   |

| Corendon-Circus COC | Corendon-Circus COC               | Corendon-Circus COC |
| ------------------- | --------------------------------- | ------------------- |
| Núm                 | Ciclista                          | Pos                 |
| 181                 | Mathieu van der Poel (NED) (ruta) | 1r                  |
| 182                 | Stijn Devolder (BEL)              | 100è                |
| 183                 | Jimmy Janssens (BEL)              | 86è                 |
| 184                 | Gianni Vermeersch (BEL)           | 36è                 |
| 185                 | Marcel Meisen (GER)               | 52è                 |
| 186                 | Otto Vergaerde (BEL)              | DNF                 |
| 187                 | Philipp Walsleben (GER)           | DNF                 |

| Roompot-Charles ROC | Roompot-Charles ROC      | Roompot-Charles ROC |
| ------------------- | ------------------------ | ------------------- |
| Núm                 | Ciclista                 | Pos                 |
| 191                 | Lars Boom (NED)          | DNF                 |
| 192                 | Mathias De Witte (BEL)   | 78è                 |
| 193                 | Huub Duyn (NED)          | 43è                 |
| 194                 | Maurits Lammertink (NED) | 45è                 |
| 195                 | Oscar Riesebeek (NED)    | 99è                 |
| 196                 | Nick van der Lijke (NED) | 49è                 |
| 197                 | Pieter Weening (NED)     | 88è                 |

| Bardiani CSF BRD | Bardiani CSF BRD         | Bardiani CSF BRD |
| ---------------- | ------------------------ | ---------------- |
| Núm              | Ciclista                 | Pos              |
| 201              | Vincenzo Albanese (ITA)  | DNF              |
| 202              | Enrico Barbin (ITA)      | 111è             |
| 203              | Lorenzo Rota (ITA)       | DNF              |
| 204              | Paolo Simion (ITA)       | DNF              |
| 205              | Alessandro Pessot (ITA)  | DNF              |
| 206              | Alessandro Tonelli (ITA) | DNF              |
| 207              | Mirco Maestri (ITA)      | DNF              |

| Israel Cycling Academy ICA | Israel Cycling Academy ICA | Israel Cycling Academy ICA |
| -------------------------- | -------------------------- | -------------------------- |
| Núm                        | Ciclista                   | Pos                        |
| 211                        | Ben Hermans (BEL)          | 24è                        |
| 212                        | Clément Carisey (FRA)      | DNF                        |
| 213                        | August Jensen (NOR)        | 98è                        |
| 214                        | Tom Van Asbroeck (BEL)     | 35è                        |
| 215                        | Roy Goldstein (ISR)        | DNF                        |
| 216                        | Kristian Sbaragli (ITA)    | 20è                        |
| 217                        | Dennis van Winden (NED)    | 75è                        |

| Sport Vlaanderen-Baloise SVB | Sport Vlaanderen-Baloise SVB | Sport Vlaanderen-Baloise SVB |
| ---------------------------- | ---------------------------- | ---------------------------- |
| Núm                          | Ciclista                     | Pos                          |
| 221                          | Benjamin Declercq (BEL)      | 112è                         |
| 222                          | Kevin Deltombe (BEL)         | 101è                         |
| 223                          | Emiel Planckaert (BEL)       | DNF                          |
| 224                          | Thomas Sprengers (BEL)       | 56è                          |
| 225                          | Dries Van Gestel (BEL)       | 41è                          |
| 226                          | Preben Van Hecke (BEL)       | DNF                          |
| 227                          | Aaron Verwilst (BEL)         | DNF                          |

| Vital Concept-B&B Hotels VCB | Vital Concept-B&B Hotels VCB | Vital Concept-B&B Hotels VCB |
| ---------------------------- | ---------------------------- | ---------------------------- |
| Núm                          | Ciclista                     | Pos                          |
| 231                          | Bryan Coquard (FRA)          | 39è                          |
| 232                          | Cyril Gautier (FRA)          | DNF                          |
| 233                          | Patrick Müller (SUI)         | 50è                          |
| 234                          | Quentin Pacher (FRA)         | 76è                          |
| 235                          | Kévin Réza (FRA)             | DNF                          |
| 236                          | Corentin Ermenault (FRA)     | DNF                          |
| 237                          | Arnaud Courteille (FRA)      | DNF                          |

| Wanty-Gobert WGG | Wanty-Gobert WGG           | Wanty-Gobert WGG |
| ---------------- | -------------------------- | ---------------- |
| Núm              | Ciclista                   | Pos              |
| 241              | Odd Christian Eiking (NOR) | 96è              |
| 242              | Wesley Kreder (NED)        | DNF              |
| 243              | Xandro Meurisse (BEL)      | 27è              |
| 244              | Andrea Pasqualon (ITA)     | 94è              |
| 245              | Marco Minnaard (NED)       | DNF              |
| 246              | Loïc Vliegen (BEL)         | DNF              |
| 247              | Jérôme Baugnies (BEL)      | 103è             |

| Dimension Data TDD | Dimension Data TDD             | Dimension Data TDD |
| ------------------ | ------------------------------ | ------------------ |
| Núm                | Ciclista                       | Pos                |
| 1                  | Michael Valgren Andersen (DEN) | 53è                |
| 2                  | Bernhard Eisel (AUT)           | DNF                |
| 3                  | Enrico Gasparotto (ITA)        | 42è                |
| 4                  | Lars Ytting Bak (DEN)          | DNF                |
| 5                  | Roman Kreuziger (CZE)          | 18è                |
| 6                  | Tom-Jelte Slagter (NED)        | 85è                |
| 7                  | Julien Vermote (BEL)           | 97è                |

| Mitchelton-Scott MTS | Mitchelton-Scott MTS          | Mitchelton-Scott MTS |
| -------------------- | ----------------------------- | -------------------- |
| Núm                  | Ciclista                      | Pos                  |
| 11                   | Matteo Trentin (ITA) (ruta)   | 10è                  |
| 12                   | Michael Albasini (SUI)        | 60è                  |
| 13                   | Michael Hepburn (AUS)         | DNF                  |
| 14                   | Daryl Impey (RSA) (ruta)      | 15è                  |
| 15                   | Christopher Juul-Jensen (DEN) | 89è                  |
| 16                   | Nick Schultz (AUS)            | 107è                 |
| 17                   | Dion Smith (NZL)              | 19è                  |

| Bahrain-Merida TBM | Bahrain-Merida TBM         | Bahrain-Merida TBM |
| ------------------ | -------------------------- | ------------------ |
| Núm                | Ciclista                   | Pos                |
| 21                 | Dylan Teuns (BEL)          | 64è                |
| 22                 | Sonny Colbrelli (ITA)      | 72è                |
| 23                 | Iván García Cortina (ESP)  | DNF                |
| 24                 | Matej Mohorič (SLO) (ruta) | 46è                |
| 25                 | Damiano Caruso (ITA)       | 70è                |
| 26                 | Grega Bole (SLO)           | 38è                |
| 27                 | Jan Tratnik (SLO)          | DNF                |

| AG2R La Mondiale ALM | AG2R La Mondiale ALM    | AG2R La Mondiale ALM |
| -------------------- | ----------------------- | -------------------- |
| Núm                  | Ciclista                | Pos                  |
| 31                   | Oliver Naesen (BEL)     | 28è                  |
| 32                   | Mikaël Cherel (FRA)     | 51è                  |
| 33                   | Benoît Cosnefroy (FRA)  | 44è                  |
| 34                   | Clément Chevrier (FRA)  | 95è                  |
| 35                   | Romain Bardet (FRA)     | 9è                   |
| 36                   | Clément Venturini (FRA) | 40è                  |
| 37                   | Lawrence Warbasse (USA) | 47è                  |

| Astana AST | Astana AST                           | Astana AST |
| ---------- | ------------------------------------ | ---------- |
| Núm        | Ciclista                             | Pos        |
| 41         | Aleksei Lutsenko (KAZ) (ruta)        | 69è        |
| 42         | Omar Fraile Matarranz (ESP)          | DNF        |
| 43         | Jakob Fuglsang (DEN)                 | 3r         |
| 44         | Gorka Izagirre Insausti (ESP) (ruta) | 63è        |
| 45         | Davide Villella (ITA)                | DNF        |
| 46         | Laurens De Vreese (BEL)              | DNF        |
| 47         | Luis León Sánchez Gil (ESP)          | 65è        |

| Bora-Hansgrohe BOH | Bora-Hansgrohe BOH          | Bora-Hansgrohe BOH |
| ------------------ | --------------------------- | ------------------ |
| Núm                | Ciclista                    | Pos                |
| 51                 | Peter Sagan (SVK) (ruta)    | DNF                |
| 52                 | Cesare Benedetti (ITA)      | 84è                |
| 53                 | Marcus Burghardt (GER)      | 57è                |
| 54                 | Patrick Konrad (AUT)        | 26è                |
| 55                 | Jay McCarthy (AUS)          | 17è                |
| 56                 | Daniel Oss (ITA)            | DNF                |
| 57                 | Maximilian Schachmann (GER) | 5è                 |

| CCC Team CPT | CCC Team CPT               | CCC Team CPT |
| ------------ | -------------------------- | ------------ |
| Núm          | Ciclista                   | Pos          |
| 61           | Greg Van Avermaet (BEL)    | 14è          |
| 62           | Alessandro De Marchi (ITA) | 7è           |
| 63           | Patrick Bevin (NZL)        | DNF          |
| 64           | Jonas Koch (GER)           | DNF          |
| 65           | Serge Pauwels (BEL)        | 55è          |
| 66           | Łukasz Wiśniowski (POL)    | DNF          |
| 67           | Michael Schär (SUI)        | 90è          |

| Deceuninck-Quick Step DQT | Deceuninck-Quick Step DQT   | Deceuninck-Quick Step DQT |
| ------------------------- | --------------------------- | ------------------------- |
| Núm                       | Ciclista                    | Pos                       |
| 71                        | Philippe Gilbert (BEL)      | 30è                       |
| 72                        | Rémi Cavagna (FRA)          | DNF                       |
| 73                        | Dries Devenyns (BEL)        | 34è                       |
| 74                        | Julian Alaphilippe (FRA)    | 4t                        |
| 75                        | Mikkel Frølich Honoré (DEN) | 92è                       |
| 76                        | Pieter Serry (BEL)          | DNF                       |
| 77                        | Petr Vakoč (CZE)            | DNF                       |

| EF Education First EF1 | EF Education First EF1 | EF Education First EF1 |
| ---------------------- | ---------------------- | ---------------------- |
| Núm                    | Ciclista               | Pos                    |
| 81                     | Michael Woods (CAN)    | 68è                    |
| 82                     | Alberto Bettiol (ITA)  | 71è                    |
| 83                     | Simon Clarke (AUS)     | 2n                     |
| 84                     | Lawson Craddock (USA)  | 62è                    |
| 85                     | Alex Howes (USA)       | 74è                    |
| 86                     | Logan Owen (USA)       | 73è                    |
| 87                     | Sean Bennett (USA)     | DNF                    |

| Groupama-FDJ GFC | Groupama-FDJ GFC        | Groupama-FDJ GFC |
| ---------------- | ----------------------- | ---------------- |
| Núm              | Ciclista                | Pos              |
| 91               | Tobias Ludvigsson (SWE) | DNF              |
| 92               | Valentin Madouas (FRA)  | 8è               |
| 93               | Rudy Molard (FRA)       | 32è              |
| 94               | Romain Seigle (FRA)     | 93è              |
| 95               | Benoît Vaugrenard (FRA) | DNF              |
| 96               | Léo Vincent (FRA)       | DNF              |
| 97               | William Bonnet (FRA)    | DNF              |

| Lotto-Soudal LTS | Lotto-Soudal LTS         | Lotto-Soudal LTS |
| ---------------- | ------------------------ | ---------------- |
| Núm              | Ciclista                 | Pos              |
| 101              | Tim Wellens (BEL)        | DNF              |
| 102              | Bjorg Lambrecht (BEL)    | 6è               |
| 103              | Tomasz Marczyński (POL)  | 59è              |
| 104              | Maxime Monfort (BEL)     | 61è              |
| 105              | Tosh Van der Sande (BEL) | DNF              |
| 106              | Jelle Vanendert (BEL)    | 33è              |
| 107              | Sander Armée (BEL)       | DNF              |

| Movistar Team MOV | Movistar Team MOV                        | Movistar Team MOV |
| ----------------- | ---------------------------------------- | ----------------- |
| Núm               | Ciclista                                 | Pos               |
| 111               | Alejandro Valverde Belmonte (ESP) (ruta) | 66è               |
| 112               | Carlos Betancur Gómez (COL)              | DNF               |
| 113               | Imanol Erviti Ollo (ESP)                 | DNF               |
| 114               | Jaime Castrillo (ESP)                    | DNF               |
| 115               | Andrey Amador Bikkazakova (CRC)          | 83è               |
| 116               | Carlos Barbero Cuesta (ESP)              | 80è               |
| 117               | Carlos Verona Quintanilla (ESP)          | 109è              |

| Team Jumbo-Visma TJV | Team Jumbo-Visma TJV    | Team Jumbo-Visma TJV |
| -------------------- | ----------------------- | -------------------- |
| Núm                  | Ciclista                | Pos                  |
| 121                  | Wout van Aert (BEL)     | 58è                  |
| 122                  | Floris De Tier (BEL)    | 77è                  |
| 123                  | Robert Gesink (NED)     | 21è                  |
| 124                  | Bert-Jan Lindeman (NED) | 87è                  |
| 125                  | Paul Martens (GER)      | 48è                  |
| 126                  | Koen Bouwman (NED)      | 104è                 |
| 127                  | Jos van Emden (NED)     | DNF                  |

| Katusha-Alpecin TKA | Katusha-Alpecin TKA    | Katusha-Alpecin TKA |
| ------------------- | ---------------------- | ------------------- |
| Núm                 | Ciclista               | Pos                 |
| 131                 | Nathan Haas (AUS)      | 37è                 |
| 132                 | Jenthe Biermans (BEL)  | DNF                 |
| 133                 | Ruben Guerreiro (POR)  | DNF                 |
| 134                 | Enrico Battaglin (ITA) | 25è                 |
| 135                 | Rick Zabel (GER)       | 105è                |
| 136                 | Willie Smit (RSA)      | DNF                 |
| 137                 | Dmitri Strakhov (RUS)  | DNF                 |

| Team Sky SKY | Team Sky SKY                     | Team Sky SKY |
| ------------ | -------------------------------- | ------------ |
| Núm          | Ciclista                         | Pos          |
| 141          | Michał Kwiatkowski (POL) (ruta)  | 11è          |
| 142          | Edward Dunbar (IRL)              | 102è         |
| 143          | Michał Gołaś (POL)               | 82è          |
| 144          | David de la Cruz Melgarejo (ESP) | DNF          |
| 145          | Wout Poels (NED)                 | 108è         |
| 146          | Diego Rosa (ITA)                 | 67è          |
| 147          | Dylan van Baarle (NED)           | 31è          |

| Team Sunweb SUN | Team Sunweb SUN            | Team Sunweb SUN |
| --------------- | -------------------------- | --------------- |
| Núm             | Ciclista                   | Pos             |
| 151             | Michael Matthews (AUS)     | 16è             |
| 152             | Johannes Fröhlinger (GER)  | DNF             |
| 153             | Marc Hirschi (SUI)         | 54è             |
| 154             | Lennard Kämna (GER)        | 110è            |
| 155             | Søren Kragh Andersen (DEN) | DNF             |
| 156             | Louis Vervaeke (BEL)       | DNF             |
| 157             | Nicolas Roche (IRL)        | DNF             |

| Trek-Segafredo TFS | Trek-Segafredo TFS   | Trek-Segafredo TFS |
| ------------------ | -------------------- | ------------------ |
| Núm                | Ciclista             | Pos                |
| 161                | Bauke Mollema (NED)  | 12è                |
| 162                | Koen de Kort (NED)   | DNF                |
| 163                | Fabio Felline (ITA)  | DNF                |
| 164                | Michael Gogl (AUT)   | 81è                |
| 165                | Edward Theuns (BEL)  | 106è               |
| 166                | Toms Skujiņš (LAT)   | 23è                |
| 167                | Julien Bernard (FRA) | 91è                |

| UAE Team Emirates UAD | UAE Team Emirates UAD            | UAE Team Emirates UAD |
| --------------------- | -------------------------------- | --------------------- |
| Núm                   | Ciclista                         | Pos                   |
| 171                   | Rui Alberto Faria da Costa (POR) | 13è                   |
| 172                   | Sergio Henao Montoya (COL)       | 29è                   |
| 173                   | Manuele Mori (ITA)               | DNF                   |
| 174                   | Tadej Pogačar (SLO)              | DNF                   |
| 175                   | Simone Petilli (ITA)             | 79è                   |
| 176                   | Edward Ravasi (ITA)              | DNF                   |
| 177                   | Diego Ulissi (ITA)               | 22è                   |

| Corendon-Circus COC | Corendon-Circus COC               | Corendon-Circus COC |
| ------------------- | --------------------------------- | ------------------- |
| Núm                 | Ciclista                          | Pos                 |
| 181                 | Mathieu van der Poel (NED) (ruta) | 1r                  |
| 182                 | Stijn Devolder (BEL)              | 100è                |
| 183                 | Jimmy Janssens (BEL)              | 86è                 |
| 184                 | Gianni Vermeersch (BEL)           | 36è                 |
| 185                 | Marcel Meisen (GER)               | 52è                 |
| 186                 | Otto Vergaerde (BEL)              | DNF                 |
| 187                 | Philipp Walsleben (GER)           | DNF                 |

| Roompot-Charles ROC | Roompot-Charles ROC      | Roompot-Charles ROC |
| ------------------- | ------------------------ | ------------------- |
| Núm                 | Ciclista                 | Pos                 |
| 191                 | Lars Boom (NED)          | DNF                 |
| 192                 | Mathias De Witte (BEL)   | 78è                 |
| 193                 | Huub Duyn (NED)          | 43è                 |
| 194                 | Maurits Lammertink (NED) | 45è                 |
| 195                 | Oscar Riesebeek (NED)    | 99è                 |
| 196                 | Nick van der Lijke (NED) | 49è                 |
| 197                 | Pieter Weening (NED)     | 88è                 |

| Bardiani CSF BRD | Bardiani CSF BRD         | Bardiani CSF BRD |
| ---------------- | ------------------------ | ---------------- |
| Núm              | Ciclista                 | Pos              |
| 201              | Vincenzo Albanese (ITA)  | DNF              |
| 202              | Enrico Barbin (ITA)      | 111è             |
| 203              | Lorenzo Rota (ITA)       | DNF              |
| 204              | Paolo Simion (ITA)       | DNF              |
| 205              | Alessandro Pessot (ITA)  | DNF              |
| 206              | Alessandro Tonelli (ITA) | DNF              |
| 207              | Mirco Maestri (ITA)      | DNF              |

| Israel Cycling Academy ICA | Israel Cycling Academy ICA | Israel Cycling Academy ICA |
| -------------------------- | -------------------------- | -------------------------- |
| Núm                        | Ciclista                   | Pos                        |
| 211                        | Ben Hermans (BEL)          | 24è                        |
| 212                        | Clément Carisey (FRA)      | DNF                        |
| 213                        | August Jensen (NOR)        | 98è                        |
| 214                        | Tom Van Asbroeck (BEL)     | 35è                        |
| 215                        | Roy Goldstein (ISR)        | DNF                        |
| 216                        | Kristian Sbaragli (ITA)    | 20è                        |
| 217                        | Dennis van Winden (NED)    | 75è                        |

| Sport Vlaanderen-Baloise SVB | Sport Vlaanderen-Baloise SVB | Sport Vlaanderen-Baloise SVB |
| ---------------------------- | ---------------------------- | ---------------------------- |
| Núm                          | Ciclista                     | Pos                          |
| 221                          | Benjamin Declercq (BEL)      | 112è                         |
| 222                          | Kevin Deltombe (BEL)         | 101è                         |
| 223                          | Emiel Planckaert (BEL)       | DNF                          |
| 224                          | Thomas Sprengers (BEL)       | 56è                          |
| 225                          | Dries Van Gestel (BEL)       | 41è                          |
| 226                          | Preben Van Hecke (BEL)       | DNF                          |
| 227                          | Aaron Verwilst (BEL)         | DNF                          |

| Vital Concept-B&B Hotels VCB | Vital Concept-B&B Hotels VCB | Vital Concept-B&B Hotels VCB |
| ---------------------------- | ---------------------------- | ---------------------------- |
| Núm                          | Ciclista                     | Pos                          |
| 231                          | Bryan Coquard (FRA)          | 39è                          |
| 232                          | Cyril Gautier (FRA)          | DNF                          |
| 233                          | Patrick Müller (SUI)         | 50è                          |
| 234                          | Quentin Pacher (FRA)         | 76è                          |
| 235                          | Kévin Réza (FRA)             | DNF                          |
| 236                          | Corentin Ermenault (FRA)     | DNF                          |
| 237                          | Arnaud Courteille (FRA)      | DNF                          |

| Wanty-Gobert WGG | Wanty-Gobert WGG           | Wanty-Gobert WGG |
| ---------------- | -------------------------- | ---------------- |
| Núm              | Ciclista                   | Pos              |
| 241              | Odd Christian Eiking (NOR) | 96è              |
| 242              | Wesley Kreder (NED)        | DNF              |
| 243              | Xandro Meurisse (BEL)      | 27è              |
| 244              | Andrea Pasqualon (ITA)     | 94è              |
| 245              | Marco Minnaard (NED)       | DNF              |
| 246              | Loïc Vliegen (BEL)         | DNF              |
| 247              | Jérôme Baugnies (BEL)      | 103è             |